# Luftcitat
Et luftcitat eller et fingercitat (fra eng. air quotes ("luft-citationstegn")) er en gestus for citationstegn, som angives i luften med fingrene under samtale. Dette gøres som regel ved, at hænderne holdes i skulderlængde fra hinanden og i øjenhøjde af den talende person, med bevægelse af pege- og langefingrene før og efter det som citeres. Det luftciterede udgøres som oftest af meget korte sætninger bestående af få ord, selvom meget længere sætninger kan benyttes for at opnå en komisk effekt.
Denne gestus blev rutinemæssigt benyttet i tv-showet Celebrity Charades fra 1979, som et standardsignal for citering. Trenden med luftcitering blev meget populær i 1990'erne, noget som af mange tilskrives Steve Martin, som ofte benyttedes dem med overdreven vægt i hans stand-up shows.